# كولبي بوثمان
كولبي بوثمان (بالإنجليزية: Colby Boothman)‏ مواليد 4 يوليو 1992 في بوسطن، هو ممثل أمريكي بدأ مسيرته الفنية عام 2010.

## الأعمال
- الفانوس الأخضر
- طارد الأرواح الأخير الجزء الثاني
- مخلوقات جميلة
- آلة الزمن الساخنة 2
- عالم جوراسي
- مدمروا الخرافات
- ليغو العالم الجوراسي
- ستار وارز باتلفرونت
- جوناس برذرز

## وصلات خارجية
- كولبي بوثمان على موقع IMDb (الإنجليزية)
- كولبي بوثمان على موقع أول موفي (الإنجليزية)
- كولبي بوثمان على موقع قاعدة بيانات الفيلم (الإنجليزية)
- كولبي بوثمان على موقع كينوبويسك (الروسية)